# 한계 비용
한계 비용(限界費用, 영어: marginal cost)은 생산량을 한 단위 증가시키는데 필요한 생산비의 증가분을 가리킨다. 한계생산비(限界生産費)라고도 한다. 생산비는 설비비용 같은 고정비용과 원자재, 임금 같은 가변비용으로 이루어지며, 전자는 생산량의 다소에 상관없이 일정량이 필요하고 후자는 생산량의 증감에 따라 변화한다. 흔히 가변비용은 최초에는 급속하게 증가하나 얼마 후 대량생산의 이익을 반영하여 그 속도가 느려지고 어느 한도를 넘으면 다시 급속도로 증가한다. 따라서, 한계생산비는 처음에는 생산량의 증대와 함께 감소되나 후에 증가하는 경향이 있다. 한계생산비는 기업가가 생산량을 결정할 때의 중요한 표준이 된다. 즉 한계 생산비는 완전 경쟁 아래에서는 시장가격과 같다는 점, 불완전 경쟁 아래에서는 한계수입과 같다는 점에서 기업가의 이윤극대가 달성되는 것이다.
미래학자 제러미 러프킨은 사물인터넷 등이 발달한 기술집약적인 환경에서는 한계비용이 제로에 가까운 사회가 탄생할 수 있다고 주장했다. 인터넷을 활용하여 공산품과 서비스의 가격을 낮추고, 농업 분야에서도 유통구조의 개편이 이루어지면 생산 비용이 절감되어 삶의 질이 높아진다는 것이다.

## 같이 보기
- 원가 (회계)
- 비용함수
- 경제적 잉여
- 한계 수입
- 가치재